# Ateneo Poblano

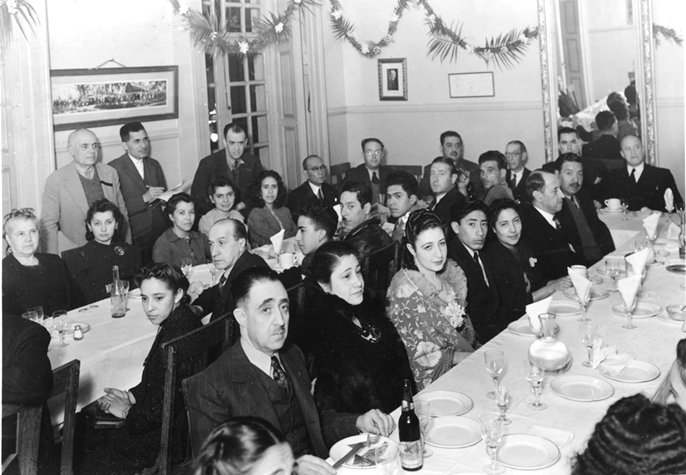
Sesión del Ateneo Poblano, 21 de diciembre de 1940.

El Ateneo Poblano fue un grupo literario de la ciudad de Puebla, que funcionó de 1925 a 1941. Entre sus miembros distinguidos se encontraban Rosendo Filemón Vázquez, Gregorio de Gante, Enrique Cordero y Torres, José Recek y Miguel Marín Hirsmman.

## Historia
El fundador del Ateneo Poblano fue el periodista oaxaqueño Rosendo Filemón Vázquez, de sobrenombre “Aristos”. El Ateneo se reunía semanalmente: sus actividades consistían en recitales y conciertos, efectuados en comidas o cenas. Inicialmente contó con una gran concurrencia; más de ciento cincuenta personas que ejercían diversas actividades: periodistas, pintores, médicos, abogados, parteras, maestros, veterinarios, militares, etcétera. Es decir, el Ateneo Poblano fue un grupo literario que no sólo contó con escritores, sino con personajes de diferentes profesiones.
Entre los concurrentes estaban Daniel Durán, José María Islas, Julieta Sarmiento, Guillermina Vázquez, Dolores V. de Aguilar, Lidia González, Gregorio de Gante, Miguel Marín Hirsmman, G. Galicia M., Carmen R. de Sarmiento, Cesar Garibay, A. Rodríguez Ferrero, José Recek, Alfonso Pliego, M. L. de Ruiz, Samuel Méndez, C. S. de Márquez, Raúl Fernández y Rosendo Vázquez.
Lo heterogéneo del grupo dio lugar a desacuerdos, lo que disminuyó el entusiasmo de los participantes, mismos que dejaron de asistir a las sesiones, como consecuencia el Ateneo Poblano desapareció en 1941.
Varios de sus miembros, más adelante pasaron a formar parte del grupo literario La Bohemia Poblana. Por ello, es posible considerar al Ateneo como el antecesor de la Bohemia.